# Справедливая партия
«Справедливая партия» (тайск. พรรคเป็นธรรม; также известная как «Пхак Пен Тхам») — тайская политическая партия, основанная 11 декабря 2018 года под названием «Центристская партия», но сменившая своё название на нынешнее 27 сентября 2020 года.

## История
«Центристская партия» была основана 11 декабря 2018 года. Первым лидером избран Чумпхон Гаруткаев. На съезде партии 27 сентября 2020 года было принято решение сменить название на новое — «Справедливая партия», а также избрать новым председателем партии Питифонга Темчароена.
На парламентских выборах 2023 года «Справедливая партия» выдвинула кандидатов в депутатов, не выдвигая при этом кандидата на пост премьер-министра. В результате голосования партия получила одно место в Палате представителей страны.
18 мая 2023 года лидер «Движения вперёд» Пита Лимджароенрат объявил о формировании восьмипартийной коалиции, в которую вошла «Справедливая партия». Коалиции не удалось избрать Лимджароенрата премьер-министром, после чего партия «Пхыа Тхаи» сформировала свою коалицию, в которую «Справедливая партия» уже не вошла, оказавшись в оппозиции.

## Электоральные результаты

### Парламентские выборы
| Выборы | Получено всего мест | По партийным спискам | По партийным спискам | По партийным спискам | По округам | По округам | По округам | Изменения           | Лидер кампании     |
| Выборы | Получено всего мест | Голосов              | Доля                 | Мест                 | Голосов    | Доля       | Мест       | Изменения           | Лидер кампании     |
| ------ | ------------------- | -------------------- | -------------------- | -------------------- | ---------- | ---------- | ---------- | ------------------- | ------------------ |
| 2023   | 1 из 500            | 181 699              | 0,49%                | 1                    | 9 653      | 0,03%      | 0          | ▲1 место; Оппозиция | Питифонг Темчароен |